# Klasyfikacje Tour de France 2014

## Klasyfikacje

### Klasyfikacja generalna
| Miejsce | Zawodnik               | Państwo           | Zespół                               | Czas        |
| --- | ---------------------- | ----------------- | ------------------------------------ | ----------- |
| | Vincenzo Nibali        | Włochy            | Astana Pro Team                      | 89h 59' 06" |
| 2. | Jean-Christophe Péraud | Francja           | Ag2r-La Mondiale                     | +7' 37"     |
| 3. | Thibaut Pinot          | Francja           | FDJ.fr                               | +8' 15"     |
| 4. | Alejandro Valverde     | Hiszpania         | Movistar Team                        | +9' 40"     |
| 5. | Tejay van Garderen     | Stany Zjednoczone | BMC Racing Team                      | +11' 24"    |
| 6. | Romain Bardet          | Francja           | Ag2r-La Mondiale                     | +11' 26"    |
| 7. | Leopold König          | Czechy            | Team NetApp-Endura                   | +14' 32"    |
| 8. | Haimar Zubeldia        | Hiszpania         | Trek Factory Racing                  | +17' 57"    |
| 9. | Laurens ten Dam        | Holandia          | Belkin Pro Cycling Team              | +18' 11"    |
| 10. | Bauke Mollema          | Holandia          | Belkin Pro Cycling Team              | +21' 15"    |
| 11. | Pierre Rolland         | Francja           | Team Europcar                        | +23' 07"    |
| 12. | Fränk Schleck          | Luksemburg        | Trek Factory Racing                  | +25' 48"    |
| 13. | Jurgen Van den Broeck  | Belgia            | Lotto-Belisol                        | +34' 01"    |
| 14. | Jurij Trofimow         | Rosja             | Team Katusha                         | +36' 41"    |
| 15. | Steven Kruijswijk      | Holandia          | Belkin Pro Cycling Team              | +38' 15"    |
| 16. | Brice Feillu           | Francja           | Bretagne-Séché Environnement         | +43' 59"    |
| 17. | Chris Horner           | Stany Zjednoczone | Lampre-Merida                        | +44' 31"    |
| 18. | Mikel Nieve            | Hiszpania         | Team Sky                             | +46' 31"    |
| 19. | John Gadret            | Francja           | Movistar Team                        | +47' 30"    |
| 20. | Tanel Kangert          | Estonia           | Astana Pro Team                      | +52' 11"    |
| 21. | Ben Gastauer           | Luksemburg        | Ag2r-La Mondiale                     | +58' 00"    |
| 22. | Geraint Thomas         | Wielka Brytania   | Team Sky                             | +59' 14"    |
| 23. | Richie Porte           | Australia         | Team Sky                             | +1h 01' 08" |
| 24. | Jan Bakelants          | Belgia            | Omega Pharma-Quick-Step Cycling Team | +1h 06' 28" |
| 25. | Cyril Gautier          | Francja           | Team Europcar                        | +1h 08' 47" |
| 26. | Michael Rogers         | Australia         | Tinkoff-Saxo                         | +1h 17' 53" |
| 27. | Peter Velits           | Słowacja          | BMC Racing Team                      | +1h 19' 38" |
| 28. | Michał Kwiatkowski     | Polska            | Omega Pharma-Quick-Step Cycling Team | +1h 21' 55" |
| 29. | Tony Gallopin          | Francja           | Lotto-Belisol                        | +1h 29' 24" |
| 30. | Arnold Jeannesson      | Francja           | FDJ.fr                               | +1h 33' 27" |
| \| Dalsza część klasyfikacji \| Dalsza część klasyfikacji \| Dalsza część klasyfikacji \| Dalsza część klasyfikacji \| Dalsza część klasyfikacji \| \| Miejsce \| Zawodnik \| Państwo \| Zespół \| Czas \| \| ------------------------- \| ------------------------- \| ------------------------- \| ------------------------------------ \| ------------------------- \| \| 31. \| Luis Ángel Maté \| Hiszpania \| Cofidis, Solutions Crédits \| +1h 36' 52" \| \| 32. \| Marcel Wyss \| Szwajcaria \| IAM Cycling \| +1h 38' 27" \| \| 33. \| Tom Dumoulin \| Holandia \| Team Giant-Shimano \| +1h 48' 00" \| \| 34. \| Sylvain Chavanel \| Francja \| IAM Cycling \| +1h 48' 13" \| \| 35. \| Peter Stetina \| Stany Zjednoczone \| BMC Racing Team \| +1h 52' 36" \| \| 36. \| Jakob Fuglsang \| Dania \| Astana Pro Team \| +1h 54' 50" \| \| 37. \| Giovanni Visconti \| Włochy \| Movistar Team \| +1h 56' 28" \| \| 38. \| Greg Van Avermaet \| Belgia \| BMC Racing Team \| +1h 56' 34" \| \| 39. \| Nicolas Roche \| Irlandia \| Tinkoff-Saxo \| +1h 58' 45" \| \| 40. \| Bram Tankink \| Holandia \| Belkin Pro Cycling Team \| +1h 59' 02" \| \| 41. \| Ion Izagirre \| Hiszpania \| Movistar Team \| +2h 00' 50" \| \| 42. \| Thomas Voeckler \| Francja \| Team Europcar \| +2h 08' 38" \| \| 43. \| Michael Schär \| Szwajcaria \| BMC Racing Team \| +2h 09' 43" \| \| 44. \| Rafał Majka \| Polska \| Tinkoff-Saxo \| +2h 17' 53" \| \| 45. \| Amaël Moinard \| Francja \| BMC Racing Team \| +2h 19' 13" \| \| 46. \| Kristijan Đurasek \| Chorwacja \| Lampre-Merida \| +2h 21' 18" \| \| 47. \| Tony Martin \| Niemcy \| Omega Pharma-Quick-Step Cycling Team \| +2h 25' 35" \| \| 48. \| José Serpa \| Kolumbia \| Lampre-Merida \| +2h 29' 06" \| \| 49. \| Michele Scarponi \| Włochy \| Astana Pro Team \| +2h 31' 40" \| \| 50. \| Paul Voss \| Niemcy \| Team NetApp-Endura \| +2h 32' 48" \| \| 51. \| Rudy Molard \| Francja \| Cofidis, Solutions Crédits \| +2h 34' 22" \| \| 52. \| Alessandro De Marchi \| Włochy \| Cannondale Pro Cycling \| +2h 34' 54" \| \| 53. \| Ben King \| Stany Zjednoczone \| Garmin-Sharp \| +2h 41' 59" \| \| 54. \| Joaquim Rodríguez \| Hiszpania \| Team Katusha \| +2h 45' 17" \| \| 55. \| Michał Gołaś \| Polska \| Omega Pharma-Quick-Step Cycling Team \| +2h 49' 03" \| \| 56. \| Tom-Jelte Slagter \| Holandia \| Garmin-Sharp \| +2h 49' 20" \| \| 57. \| Jérémy Roy \| Francja \| FDJ.fr \| +2h 49' 28" \| \| 58. \| Jérôme Pineau \| Francja \| IAM Cycling \| +2h 51' 46" \| \| 59. \| Mikael Cherel \| Francja \| Ag2r-La Mondiale \| +2h 52' 00" \| \| 60. \| Peter Sagan \| Słowacja \| Cannondale Pro Cycling \| +2h 52' 52" \| \| 61. \| Jesús Herrada \| Hiszpania \| Movistar Team \| +2h 53' 18" \| \| 62. \| Florian Guillou \| Francja \| Bretagne-Séché Environnement \| +2h 53' 20" \| \| 63. \| Markel Irizar \| Hiszpania \| Trek Factory Racing \| +2h 53' 44" \| \| 64. \| Adam Hansen \| Australia \| Lotto-Belisol \| +2h 54' 18" \| \| 65. \| Yukiya Arashiro \| Japonia \| Team Europcar \| +2h 55' 27" \| \| 66. \| Matteo Montaguti \| Włochy \| Ag2r-La Mondiale \| +2h 55' 47" \| \| 67. \| Jens Keukeleire \| Belgia \| Orica GreenEdge \| +2h 56' 12" \| \| 68. \| Bartosz Huzarski \| Polska \| Team NetApp-Endura \| +2h 58' 00" \| \| 69. \| Daniel Oss \| Włochy \| BMC Racing Team \| +2h 58' 41" \| \| 70. \| Michael Albasini \| Szwajcaria \| Orica GreenEdge \| +3h 05' 51" \| \| 71. \| Jan Bárta \| Czechy \| Team NetApp-Endura \| +3h 07' 18" \| \| 72. \| Tiago Machado \| Portugalia \| Team NetApp-Endura \| +3h 08' 03" \| \| 73. \| Kévin Reza \| Francja \| Team Europcar \| +3h 08' 12" \| \| 74. \| Johan Vansummeren \| Belgia \| Garmin-Sharp \| +3h 08' 40" \| \| 75. \| Martin Elmiger \| Szwajcaria \| IAM Cycling \| +3h 12' 10" \| \| 76. \| Mathieu Ladagnous \| Francja \| FDJ.fr \| +3h 14' 41" \| \| 77. \| Nicolas Edet \| Francja \| Cofidis, Solutions Crédits \| +3h 19' 34" \| \| 78. \| Anthony Delaplace \| Francja \| Bretagne-Séché Environnement \| +3h 20' 48" \| \| 79. \| Lieuwe Westra \| Holandia \| Astana Pro Team \| +3h 21' 04" \| \| 80. \| Marco Marcato \| Włochy \| Cannondale Pro Cycling \| +3h 21' 16" \| \| 81. \| Imanol Erviti \| Hiszpania \| Movistar Team \| +3h 22' 48" \| \| 82. \| Lars Bak \| Dania \| Lotto-Belisol \| +3h 23' 41" \| \| 83. \| Perrig Quemeneur \| Francja \| Team Europcar \| +3h 25' 46" \| \| 84. \| Blel Kadri \| Francja \| Ag2r-La Mondiale \| +3h 26' 23" \| \| 85. \| Sébastien Reichenbach \| Szwajcaria \| IAM Cycling \| +3h 27' 52" \| \| 86. \| Wasil Kiryjenka \| Białoruś \| Team Sky \| +3h 30' 23" \| \| 87. \| Nelson Oliveira \| Portugalia \| Lampre-Merida \| +3h 30' 36" \| \| 88. \| Rein Taaramäe \| Estonia \| Cofidis, Solutions Crédits \| +3h 35' 01" \| \| 89. \| Sérgio Paulinho \| Portugalia \| Tinkoff-Saxo \| +3h 36' 33" \| \| 90. \| Samuel Dumoulin \| Francja \| Ag2r-La Mondiale \| +3h 38' 04" \| \| 91. \| Rubén Plaza \| Hiszpania \| Movistar Team \| +3h 38' 27" \| \| 92. \| Koen de Kort \| Holandia \| Team Giant-Shimano \| +3h 38' 52" \| \| 93. \| Matteo Trentin \| Włochy \| Omega Pharma-Quick-Step Cycling Team \| +3h 38' 56" \| \| 94. \| Niki Terpstra \| Holandia \| Omega Pharma-Quick-Step Cycling Team \| +3h 39' 04" \| \| 95. \| Andrij Hriwko \| Ukraina \| Astana Pro Team \| +3h 39' 28" \| \| 96. \| Daniele Bennati \| Włochy \| Tinkoff-Saxo \| +3h 40' 46" \| \| 97. \| Lars Boom \| Holandia \| Belkin Pro Cycling Team \| +3h 41' 24" \| \| 98. \| Matthew Busche \| Stany Zjednoczone \| Trek Factory Racing \| +3h 41' 58" \| \| 99. \| Sébastien Minard \| Francja \| Ag2r-La Mondiale \| +3h 42' 23" \| \| 100. \| Gatis Smukulis \| Łotwa \| Team Katusha \| +3h 43' 25" \| \| 101. \| Grégory Rast \| Szwajcaria \| Trek Factory Racing \| +3h 43' 37" \| \| 102. \| Cedric Pineau \| Francja \| FDJ.fr \| +3h 44' 22" \| \| 103. \| Florian Vachon \| Francja \| Bretagne-Séché Environnement \| +3h 44' 40" \| \| 104. \| Bryan Coquard \| Francja \| Team Europcar \| +3h 44' 45" \| \| 105. \| David López García \| Hiszpania \| Team Sky \| +3h 45' 13" \| \| 106. \| Sep Vanmarcke \| Belgia \| Belkin Pro Cycling Team \| +3h 45' 54" \| \| 107. \| Alexandre Pichot \| Francja \| Team Europcar \| +3h 46' 35" \| \| 108. \| Jens Voigt \| Niemcy \| Trek Factory Racing \| +3h 46' 37" \| \| 109. \| Julien Simon \| Francja \| Cofidis, Solutions Crédits \| +3h 46' 56" \| \| 110. \| Cyril Lemoine \| Francja \| Cofidis, Solutions Crédits \| +3h 47' 16" \| \| 111. \| Jürgen Roelandts \| Belgia \| Lotto-Belisol \| +3h 52' 39" \| \| 112. \| Maciej Bodnar \| Polska \| Cannondale Pro Cycling \| +3h 52' 52" \| \| 113. \| Simon Clarke \| Australia \| Orica GreenEdge \| +3h 55' 38" \| \| 114. \| Beñat Intxausti \| Hiszpania \| Movistar Team \| +3h 55' 53" \| \| 115. \| Jean-Marc Bideau \| Francja \| Bretagne-Séché Environnement \| +3h 58' 08" \| \| 116. \| Roy Curvers \| Holandia \| Team Giant-Shimano \| +3h 58' 23" \| \| 117. \| Maarten Wynants \| Belgia \| Bretagne-Séché Environnement \| +4h 01' 09" \| \| 118. \| Fabio Sabatini \| Włochy \| Cannondale Pro Cycling \| +4h 01' 21" \| \| 119. \| Matteo Tosatto \| Włochy \| Tinkoff-Saxo \| +4h 01' 53" \| \| 120. \| Christophe Riblon \| Francja \| Ag2r-La Mondiale \| +4h 04' 00" \| \| 121. \| Christian Meier \| Kanada \| Orica GreenEdge \| +4h 05' 13" \| \| 122. \| Luke Durbridge \| Australia \| Orica GreenEdge \| +4h 05' 59" \| \| 123. \| John Degenkolb \| Niemcy \| Team Giant-Shimano \| +4h 06' 42" \| \| 124. \| José Mendes \| Portugalia \| Team NetApp-Endura \| +4h 07' 34" \| \| 125. \| Alexander Kristoff \| Norwegia \| Team Katusha \| +4h 11' 46" \| \| 126. \| Bernhard Eisel \| Austria \| Team Sky \| +4h 13' 21" \| \| 127. \| Alex Howes \| Stany Zjednoczone \| Garmin-Sharp \| +4h 18' 43" \| \| 128. \| Yohann Gène \| Francja \| Team Europcar \| +4h 19' 11" \| \| 129. \| Maksim Iglinski \| Kazachstan \| Astana Pro Team \| +4h 22' 07" \| \| 130. \| Dmitrij Gruzdiew \| Kazachstan \| Astana Pro Team \| +4h 22' 33" \| \| 131. \| Svein Tuft \| Kanada \| Orica GreenEdge \| +4h 22' 52" \| \| 132. \| Arnaud Gérard \| Francja \| Bretagne-Séché Environnement \| +4h 24' 15" \| \| 133. \| Tom Leezer \| Holandia \| Belkin Pro Cycling Team \| +4h 24' 21" \| \| 134. \| Michael Mørkøv \| Dania \| Tinkoff-Saxo \| +4h 26' 29" \| \| 135. \| Kristijan Koren \| Słowenia \| Cannondale Pro Cycling \| +4h 29' 14" \| \| 136. \| Luca Paolini \| Włochy \| Team Katusha \| +4h 29' 43" \| \| 137. \| Jack Bauer \| Nowa Zelandia \| Garmin-Sharp \| +4h 29' 57" \| \| 138. \| Armindo Fonseca \| Francja \| Bretagne-Séché Environnement \| +4h 30' 52" \| \| 139. \| Roger Kluge \| Niemcy \| IAM Cycling \| +4h 33' 45" \| \| 140. \| Sebastian Langeveld \| Holandia \| Garmin-Sharp \| +4h 34' 29" \| \| 141. \| Ramūnas Navardauskas \| Litwa \| Garmin-Sharp \| +4h 37' 42" \| \| 142. \| Mark Renshaw \| Australia \| Omega Pharma-Quick-Step Cycling Team \| +4h 39' 03" \| \| 143. \| Mickaël Delage \| Francja \| FDJ.fr \| +4h 39' 40" \| \| 144. \| Andreas Schillinger \| Niemcy \| Team NetApp-Endura \| +4h 40' 06" \| \| 145. \| Marcel Sieberg \| Niemcy \| Lotto-Belisol \| +4h 41' 21" \| \| 146. \| Albert Timmer \| Holandia \| Team Giant-Shimano \| +4h 42' 28" \| \| 147. \| Alessandro Vanotti \| Włochy \| Astana Pro Team \| +4h 42' 48" \| \| 148. \| Alessandro Petacchi \| Włochy \| Omega Pharma-Quick-Step Cycling Team \| +4h 44' 47" \| \| 149. \| André Greipel \| Niemcy \| Lotto-Belisol \| +4h 44' 54" \| \| 150. \| Romain Feillu \| Francja \| Bretagne-Séché Environnement \| +4h 45' 04" \| \| 151. \| Zakkari Dempster \| Australia \| Team NetApp-Endura \| +4h 54' 04" \| \| 152. \| Benoît Jarrier \| Francja \| Bretagne-Séché Environnement \| +4h 46' 28" \| \| 153. \| Danny Pate \| Stany Zjednoczone \| Team Sky \| +4h 47' 52" \| \| 154. \| Marcus Burghardt \| Niemcy \| BMC Racing Team \| +4h 48' 40" \| \| 155. \| Tom Veelers \| Holandia \| Team Giant-Shimano \| +4h 53' 23" \| \| 156. \| Adrien Petit \| Francja \| Cofidis, Solutions Crédits \| +4h 58' 20" \| \| 157. \| Władimir Isajczew \| Rosja \| Team Katusha \| +4h 58' 30" \| \| 158. \| William Bonnet \| Francja \| FDJ.fr \| +4h 59' 57" \| \| 159. \| Arnaud Démare \| Francja \| FDJ.fr \| +5h 00' 29" \| \| 160. \| Jean-Marc Marino \| Francja \| Cannondale Pro Cycling \| +5h 03' 46" \| \| 161. \| Marcel Kittel \| Niemcy \| Team Giant-Shimano \| +5h 06' 27" \| \| 162. \| Elia Viviani \| Włochy \| Cannondale Pro Cycling \| +5h 10' 40" \| \| 163. \| Davide Cimolai \| Włochy \| Lampre-Merida \| +5h 11' 58" \| \| 164. \| Ji Cheng \| Chiny \| Team Giant-Shimano \| +6h 02' 24" \| |                        |                   |                                      |             |
| Dalsza część klasyfikacji |                        |                   |                                      |             |
| Miejsce | Zawodnik               | Państwo           | Zespół                               | Czas        |
| 31. | Luis Ángel Maté        | Hiszpania         | Cofidis, Solutions Crédits           | +1h 36' 52" |
| 32. | Marcel Wyss            | Szwajcaria        | IAM Cycling                          | +1h 38' 27" |
| 33. | Tom Dumoulin           | Holandia          | Team Giant-Shimano                   | +1h 48' 00" |
| 34. | Sylvain Chavanel       | Francja           | IAM Cycling                          | +1h 48' 13" |
| 35. | Peter Stetina          | Stany Zjednoczone | BMC Racing Team                      | +1h 52' 36" |
| 36. | Jakob Fuglsang         | Dania             | Astana Pro Team                      | +1h 54' 50" |
| 37. | Giovanni Visconti      | Włochy            | Movistar Team                        | +1h 56' 28" |
| 38. | Greg Van Avermaet      | Belgia            | BMC Racing Team                      | +1h 56' 34" |
| 39. | Nicolas Roche          | Irlandia          | Tinkoff-Saxo                         | +1h 58' 45" |
| 40. | Bram Tankink           | Holandia          | Belkin Pro Cycling Team              | +1h 59' 02" |
| 41. | Ion Izagirre           | Hiszpania         | Movistar Team                        | +2h 00' 50" |
| 42. | Thomas Voeckler        | Francja           | Team Europcar                        | +2h 08' 38" |
| 43. | Michael Schär          | Szwajcaria        | BMC Racing Team                      | +2h 09' 43" |
| 44. | Rafał Majka            | Polska            | Tinkoff-Saxo                         | +2h 17' 53" |
| 45. | Amaël Moinard          | Francja           | BMC Racing Team                      | +2h 19' 13" |
| 46. | Kristijan Đurasek      | Chorwacja         | Lampre-Merida                        | +2h 21' 18" |
| 47. | Tony Martin            | Niemcy            | Omega Pharma-Quick-Step Cycling Team | +2h 25' 35" |
| 48. | José Serpa             | Kolumbia          | Lampre-Merida                        | +2h 29' 06" |
| 49. | Michele Scarponi       | Włochy            | Astana Pro Team                      | +2h 31' 40" |
| 50. | Paul Voss              | Niemcy            | Team NetApp-Endura                   | +2h 32' 48" |
| 51. | Rudy Molard            | Francja           | Cofidis, Solutions Crédits           | +2h 34' 22" |
| 52. | Alessandro De Marchi   | Włochy            | Cannondale Pro Cycling               | +2h 34' 54" |
| 53. | Ben King               | Stany Zjednoczone | Garmin-Sharp                         | +2h 41' 59" |
| 54. | Joaquim Rodríguez      | Hiszpania         | Team Katusha                         | +2h 45' 17" |
| 55. | Michał Gołaś           | Polska            | Omega Pharma-Quick-Step Cycling Team | +2h 49' 03" |
| 56. | Tom-Jelte Slagter      | Holandia          | Garmin-Sharp                         | +2h 49' 20" |
| 57. | Jérémy Roy             | Francja           | FDJ.fr                               | +2h 49' 28" |
| 58. | Jérôme Pineau          | Francja           | IAM Cycling                          | +2h 51' 46" |
| 59. | Mikael Cherel          | Francja           | Ag2r-La Mondiale                     | +2h 52' 00" |
| 60. | Peter Sagan            | Słowacja          | Cannondale Pro Cycling               | +2h 52' 52" |
| 61. | Jesús Herrada          | Hiszpania         | Movistar Team                        | +2h 53' 18" |
| 62. | Florian Guillou        | Francja           | Bretagne-Séché Environnement         | +2h 53' 20" |
| 63. | Markel Irizar          | Hiszpania         | Trek Factory Racing                  | +2h 53' 44" |
| 64. | Adam Hansen            | Australia         | Lotto-Belisol                        | +2h 54' 18" |
| 65. | Yukiya Arashiro        | Japonia           | Team Europcar                        | +2h 55' 27" |
| 66. | Matteo Montaguti       | Włochy            | Ag2r-La Mondiale                     | +2h 55' 47" |
| 67. | Jens Keukeleire        | Belgia            | Orica GreenEdge                      | +2h 56' 12" |
| 68. | Bartosz Huzarski       | Polska            | Team NetApp-Endura                   | +2h 58' 00" |
| 69. | Daniel Oss             | Włochy            | BMC Racing Team                      | +2h 58' 41" |
| 70. | Michael Albasini       | Szwajcaria        | Orica GreenEdge                      | +3h 05' 51" |
| 71. | Jan Bárta              | Czechy            | Team NetApp-Endura                   | +3h 07' 18" |
| 72. | Tiago Machado          | Portugalia        | Team NetApp-Endura                   | +3h 08' 03" |
| 73. | Kévin Reza             | Francja           | Team Europcar                        | +3h 08' 12" |
| 74. | Johan Vansummeren      | Belgia            | Garmin-Sharp                         | +3h 08' 40" |
| 75. | Martin Elmiger         | Szwajcaria        | IAM Cycling                          | +3h 12' 10" |
| 76. | Mathieu Ladagnous      | Francja           | FDJ.fr                               | +3h 14' 41" |
| 77. | Nicolas Edet           | Francja           | Cofidis, Solutions Crédits           | +3h 19' 34" |
| 78. | Anthony Delaplace      | Francja           | Bretagne-Séché Environnement         | +3h 20' 48" |
| 79. | Lieuwe Westra          | Holandia          | Astana Pro Team                      | +3h 21' 04" |
| 80. | Marco Marcato          | Włochy            | Cannondale Pro Cycling               | +3h 21' 16" |
| 81. | Imanol Erviti          | Hiszpania         | Movistar Team                        | +3h 22' 48" |
| 82. | Lars Bak               | Dania             | Lotto-Belisol                        | +3h 23' 41" |
| 83. | Perrig Quemeneur       | Francja           | Team Europcar                        | +3h 25' 46" |
| 84. | Blel Kadri             | Francja           | Ag2r-La Mondiale                     | +3h 26' 23" |
| 85. | Sébastien Reichenbach  | Szwajcaria        | IAM Cycling                          | +3h 27' 52" |
| 86. | Wasil Kiryjenka        | Białoruś          | Team Sky                             | +3h 30' 23" |
| 87. | Nelson Oliveira        | Portugalia        | Lampre-Merida                        | +3h 30' 36" |
| 88. | Rein Taaramäe          | Estonia           | Cofidis, Solutions Crédits           | +3h 35' 01" |
| 89. | Sérgio Paulinho        | Portugalia        | Tinkoff-Saxo                         | +3h 36' 33" |
| 90. | Samuel Dumoulin        | Francja           | Ag2r-La Mondiale                     | +3h 38' 04" |
| 91. | Rubén Plaza            | Hiszpania         | Movistar Team                        | +3h 38' 27" |
| 92. | Koen de Kort           | Holandia          | Team Giant-Shimano                   | +3h 38' 52" |
| 93. | Matteo Trentin         | Włochy            | Omega Pharma-Quick-Step Cycling Team | +3h 38' 56" |
| 94. | Niki Terpstra          | Holandia          | Omega Pharma-Quick-Step Cycling Team | +3h 39' 04" |
| 95. | Andrij Hriwko          | Ukraina           | Astana Pro Team                      | +3h 39' 28" |
| 96. | Daniele Bennati        | Włochy            | Tinkoff-Saxo                         | +3h 40' 46" |
| 97. | Lars Boom              | Holandia          | Belkin Pro Cycling Team              | +3h 41' 24" |
| 98. | Matthew Busche         | Stany Zjednoczone | Trek Factory Racing                  | +3h 41' 58" |
| 99. | Sébastien Minard       | Francja           | Ag2r-La Mondiale                     | +3h 42' 23" |
| 100. | Gatis Smukulis         | Łotwa             | Team Katusha                         | +3h 43' 25" |
| 101. | Grégory Rast           | Szwajcaria        | Trek Factory Racing                  | +3h 43' 37" |
| 102. | Cedric Pineau          | Francja           | FDJ.fr                               | +3h 44' 22" |
| 103. | Florian Vachon         | Francja           | Bretagne-Séché Environnement         | +3h 44' 40" |
| 104. | Bryan Coquard          | Francja           | Team Europcar                        | +3h 44' 45" |
| 105. | David López García     | Hiszpania         | Team Sky                             | +3h 45' 13" |
| 106. | Sep Vanmarcke          | Belgia            | Belkin Pro Cycling Team              | +3h 45' 54" |
| 107. | Alexandre Pichot       | Francja           | Team Europcar                        | +3h 46' 35" |
| 108. | Jens Voigt             | Niemcy            | Trek Factory Racing                  | +3h 46' 37" |
| 109. | Julien Simon           | Francja           | Cofidis, Solutions Crédits           | +3h 46' 56" |
| 110. | Cyril Lemoine          | Francja           | Cofidis, Solutions Crédits           | +3h 47' 16" |
| 111. | Jürgen Roelandts       | Belgia            | Lotto-Belisol                        | +3h 52' 39" |
| 112. | Maciej Bodnar          | Polska            | Cannondale Pro Cycling               | +3h 52' 52" |
| 113. | Simon Clarke           | Australia         | Orica GreenEdge                      | +3h 55' 38" |
| 114. | Beñat Intxausti        | Hiszpania         | Movistar Team                        | +3h 55' 53" |
| 115. | Jean-Marc Bideau       | Francja           | Bretagne-Séché Environnement         | +3h 58' 08" |
| 116. | Roy Curvers            | Holandia          | Team Giant-Shimano                   | +3h 58' 23" |
| 117. | Maarten Wynants        | Belgia            | Bretagne-Séché Environnement         | +4h 01' 09" |
| 118. | Fabio Sabatini         | Włochy            | Cannondale Pro Cycling               | +4h 01' 21" |
| 119. | Matteo Tosatto         | Włochy            | Tinkoff-Saxo                         | +4h 01' 53" |
| 120. | Christophe Riblon      | Francja           | Ag2r-La Mondiale                     | +4h 04' 00" |
| 121. | Christian Meier        | Kanada            | Orica GreenEdge                      | +4h 05' 13" |
| 122. | Luke Durbridge         | Australia         | Orica GreenEdge                      | +4h 05' 59" |
| 123. | John Degenkolb         | Niemcy            | Team Giant-Shimano                   | +4h 06' 42" |
| 124. | José Mendes            | Portugalia        | Team NetApp-Endura                   | +4h 07' 34" |
| 125. | Alexander Kristoff     | Norwegia          | Team Katusha                         | +4h 11' 46" |
| 126. | Bernhard Eisel         | Austria           | Team Sky                             | +4h 13' 21" |
| 127. | Alex Howes             | Stany Zjednoczone | Garmin-Sharp                         | +4h 18' 43" |
| 128. | Yohann Gène            | Francja           | Team Europcar                        | +4h 19' 11" |
| 129. | Maksim Iglinski        | Kazachstan        | Astana Pro Team                      | +4h 22' 07" |
| 130. | Dmitrij Gruzdiew       | Kazachstan        | Astana Pro Team                      | +4h 22' 33" |
| 131. | Svein Tuft             | Kanada            | Orica GreenEdge                      | +4h 22' 52" |
| 132. | Arnaud Gérard          | Francja           | Bretagne-Séché Environnement         | +4h 24' 15" |
| 133. | Tom Leezer             | Holandia          | Belkin Pro Cycling Team              | +4h 24' 21" |
| 134. | Michael Mørkøv         | Dania             | Tinkoff-Saxo                         | +4h 26' 29" |
| 135. | Kristijan Koren        | Słowenia          | Cannondale Pro Cycling               | +4h 29' 14" |
| 136. | Luca Paolini           | Włochy            | Team Katusha                         | +4h 29' 43" |
| 137. | Jack Bauer             | Nowa Zelandia     | Garmin-Sharp                         | +4h 29' 57" |
| 138. | Armindo Fonseca        | Francja           | Bretagne-Séché Environnement         | +4h 30' 52" |
| 139. | Roger Kluge            | Niemcy            | IAM Cycling                          | +4h 33' 45" |
| 140. | Sebastian Langeveld    | Holandia          | Garmin-Sharp                         | +4h 34' 29" |
| 141. | Ramūnas Navardauskas   | Litwa             | Garmin-Sharp                         | +4h 37' 42" |
| 142. | Mark Renshaw           | Australia         | Omega Pharma-Quick-Step Cycling Team | +4h 39' 03" |
| 143. | Mickaël Delage         | Francja           | FDJ.fr                               | +4h 39' 40" |
| 144. | Andreas Schillinger    | Niemcy            | Team NetApp-Endura                   | +4h 40' 06" |
| 145. | Marcel Sieberg         | Niemcy            | Lotto-Belisol                        | +4h 41' 21" |
| 146. | Albert Timmer          | Holandia          | Team Giant-Shimano                   | +4h 42' 28" |
| 147. | Alessandro Vanotti     | Włochy            | Astana Pro Team                      | +4h 42' 48" |
| 148. | Alessandro Petacchi    | Włochy            | Omega Pharma-Quick-Step Cycling Team | +4h 44' 47" |
| 149. | André Greipel          | Niemcy            | Lotto-Belisol                        | +4h 44' 54" |
| 150. | Romain Feillu          | Francja           | Bretagne-Séché Environnement         | +4h 45' 04" |
| 151. | Zakkari Dempster       | Australia         | Team NetApp-Endura                   | +4h 54' 04" |
| 152. | Benoît Jarrier         | Francja           | Bretagne-Séché Environnement         | +4h 46' 28" |
| 153. | Danny Pate             | Stany Zjednoczone | Team Sky                             | +4h 47' 52" |
| 154. | Marcus Burghardt       | Niemcy            | BMC Racing Team                      | +4h 48' 40" |
| 155. | Tom Veelers            | Holandia          | Team Giant-Shimano                   | +4h 53' 23" |
| 156. | Adrien Petit           | Francja           | Cofidis, Solutions Crédits           | +4h 58' 20" |
| 157. | Władimir Isajczew      | Rosja             | Team Katusha                         | +4h 58' 30" |
| 158. | William Bonnet         | Francja           | FDJ.fr                               | +4h 59' 57" |
| 159. | Arnaud Démare          | Francja           | FDJ.fr                               | +5h 00' 29" |
| 160. | Jean-Marc Marino       | Francja           | Cannondale Pro Cycling               | +5h 03' 46" |
| 161. | Marcel Kittel          | Niemcy            | Team Giant-Shimano                   | +5h 06' 27" |
| 162. | Elia Viviani           | Włochy            | Cannondale Pro Cycling               | +5h 10' 40" |
| 163. | Davide Cimolai         | Włochy            | Lampre-Merida                        | +5h 11' 58" |
| 164. | Ji Cheng               | Chiny             | Team Giant-Shimano                   | +6h 02' 24" |

### Klasyfikacja punktowa
| Miejsce | Zawodnik               | Państwo           | Zespół                               | Punkty   |
| --- | ---------------------- | ----------------- | ------------------------------------ | -------- |
| | Peter Sagan            | Słowacja          | Cannondale Pro Cycling               | 431 pkt. |
| 2. | Alexander Kristoff     | Norwegia          | Team Katusha                         | 282 pkt. |
| 3. | Bryan Coquard          | Francja           | Team Europcar                        | 271 pkt. |
| 4. | Marcel Kittel          | Niemcy            | Team Giant-Shimano                   | 222 pkt. |
| 5. | Mark Renshaw           | Australia         | Omega Pharma-Quick-Step Cycling Team | 211 pkt. |
| 6. | Vincenzo Nibali        | Włochy            | Astana Pro Team                      | 182 pkt. |
| 7. | André Greipel          | Niemcy            | Lotto-Belisol                        | 169 pkt. |
| 8. | Ramūnas Navardauskas   | Litwa             | Garmin-Sharp                         | 157 pkt. |
| 9. | Greg Van Avermaet      | Belgia            | BMC Racing Team                      | 153 pkt. |
| 10. | Samuel Dumoulin        | Francja           | Ag2r-La Mondiale                     | 117 pkt. |
| 11. | Tony Gallopin          | Francja           | Lotto-Belisol                        | 105 pkt. |
| 12. | Martin Elmiger         | Szwajcaria        | IAM Cycling                          | 101 pkt. |
| 13. | Tony Martin            | Niemcy            | Omega Pharma-Quick-Step Cycling Team | 96 pkt.  |
| 14. | Thibaut Pinot          | Francja           | FDJ.fr                               | 94 pkt.  |
| 15. | Michael Albasini       | Szwajcaria        | Orica GreenEdge                      | 94 pkt.  |
| 16. | Romain Feillu          | Francja           | Bretagne-Séché Environnement         | 93 pkt.  |
| 17. | Jean-Christophe Péraud | Francja           | Ag2r-La Mondiale                     | 85 pkt.  |
| 18. | Daniel Oss             | Włochy            | BMC Racing Team                      | 84 pkt.  |
| 19. | Blel Kadri             | Francja           | Ag2r-La Mondiale                     | 83 pkt.  |
| 20. | Arnaud Démare          | Francja           | FDJ.fr                               | 82 pkt.  |
| \| Dalsza część klasyfikacji \| Dalsza część klasyfikacji \| Dalsza część klasyfikacji \| Dalsza część klasyfikacji \| Dalsza część klasyfikacji \| \| Miejsce \| Zawodnik \| Państwo \| Zespół \| Punkty \| \| ------------------------- \| ------------------------- \| ------------------------- \| ------------------------------------ \| ------------------------- \| \| 21. \| Cyril Gautier \| Francja \| Team Europcar \| 79 pkt. \| \| 22. \| Rafał Majka \| Polska \| Tinkoff-Saxo \| 77 pkt. \| \| 23. \| Tejay van Garderen \| Stany Zjednoczone \| BMC Racing Team \| 74 pkt. \| \| 24. \| Sylvain Chavanel \| Francja \| IAM Cycling \| 74 pkt. \| \| 25. \| Daniele Bennati \| Stany Zjednoczone \| Tinkoff-Saxo \| 74 pkt. \| \| 26. \| Alessandro De Marchi \| Włochy \| Cannondale Pro Cycling \| 73 pkt. \| \| 27. \| Romain Bardet \| Francja \| Ag2r-La Mondiale \| 69 pkt. \| \| 28. \| Sep Vanmarcke \| Belgia \| Belkin Pro Cycling Team \| 69 pkt. \| \| 29. \| Tom Dumoulin \| Holandia \| Team Giant-Shimano \| 68 pkt. \| \| 30. \| Alejandro Valverde \| Hiszpania \| Movistar Team \| 67 pkt. \| \| 31. \| John Degenkolb \| Niemcy \| Team Giant-Shimano \| 66 pkt. \| \| 32. \| Michał Kwiatkowski \| Polska \| Omega Pharma-Quick-Step Cycling Team \| 64 pkt. \| \| 33. \| Lieuwe Westra \| Holandia \| Astana Pro Team \| 63 pkt. \| \| 34. \| Thomas Voeckler \| Francja \| Team Europcar \| 61 pkt. \| \| 35. \| Alessandro Petacchi \| Włochy \| Omega Pharma-Quick-Step Cycling Team \| 61 pkt. \| \| 36. \| Lars Boom \| Holandia \| Belkin Pro Cycling Team \| 55 pkt. \| \| 37. \| Michael Rogers \| Australia \| Tinkoff-Saxo \| 54 pkt. \| \| 38. \| Jens Voigt \| Niemcy \| Trek Factory Racing \| 51 pkt. \| \| 39. \| Nicolas Edet \| Francja \| Cofidis, Solutions Crédits \| 51 pkt. \| \| 40. \| Leopold König \| Czechy \| Team NetApp-Endura \| 49 pkt. \| \| 41. \| Bauke Mollema \| Holandia \| Belkin Pro Cycling Team \| 46 pkt. \| \| 42. \| Cyril Lemoine \| Francja \| Cofidis, Solutions Crédits \| 44 pkt. \| \| 43. \| Anthony Delaplace \| Francja \| Bretagne-Séché Environnement \| 44 pkt. \| \| 44. \| Elia Viviani \| Włochy \| Cannondale Pro Cycling \| 44 pkt. \| \| 45. \| Luis Ángel Maté \| Hiszpania \| Cofidis, Solutions Crédits \| 43 pkt. \| \| 46. \| Kévin Reza \| Francja \| Team Europcar \| 42 pkt. \| \| 47. \| Alexandre Pichot \| Francja \| Team Europcar \| 40 pkt. \| \| 48. \| Matteo Trentin \| Włochy \| Omega Pharma-Quick-Step Cycling Team \| 39 pkt. \| \| 49. \| Matteo Montaguti \| Włochy \| Ag2r-La Mondiale \| 39 pkt. \| \| 50. \| Bernhard Eisel \| Austria \| Team Sky \| 39 pkt. \| \| 51. \| Arnaud Gérard \| Francja \| Bretagne-Séché Environnement \| 39 pkt. \| \| 52. \| Jan Bárta \| Czechy \| Team NetApp-Endura \| 38 pkt. \| \| 53. \| Geraint Thomas \| Wielka Brytania \| Team Sky \| 34 pkt. \| \| 54. \| Maciej Bodnar \| Polska \| Cannondale Pro Cycling \| 34 pkt. \| \| 55. \| Jan Bakelants \| Belgia \| Omega Pharma-Quick-Step Cycling Team \| 32 pkt. \| \| 56. \| Jakob Fuglsang \| Dania \| Astana Pro Team \| 32 pkt. \| \| 57. \| Simon Clarke \| Australia \| Orica GreenEdge \| 32 pkt. \| \| 58. \| Tom-Jelte Slagter \| Holandia \| Garmin-Sharp \| 30 pkt. \| \| 59. \| Florian Vachon \| Francja \| Bretagne-Séché Environnement \| 29 pkt. \| \| 60. \| Steven Kruijswijk \| Holandia \| Belkin Pro Cycling Team \| 29 pkt. \| \| 61. \| Richie Porte \| Australia \| Team Sky \| 29 pkt. \| \| 62. \| Giovanni Visconti \| Włochy \| Movistar Team \| 29 pkt. \| \| 63. \| Jérémy Roy \| Francja \| FDJ.fr \| 29 pkt. \| \| 64. \| Marco Marcato \| Włochy \| Cannondale Pro Cycling \| 29 pkt. \| \| 65. \| Rein Taaramäe \| Estonia \| Cofidis, Solutions Crédits \| 29 pkt. \| \| 66. \| Julien Simon \| Francja \| Cofidis, Solutions Crédits \| 29 pkt. \| \| 67. \| Jack Bauer \| Nowa Zelandia \| Garmin-Sharp \| 29 pkt. \| \| 68. \| Niki Terpstra \| Holandia \| Omega Pharma-Quick-Step Cycling Team \| 28 pkt. \| \| 69. \| Pierre Rolland \| Francja \| Team Europcar \| 28 pkt. \| \| 70. \| Fränk Schleck \| Luksemburg \| Trek Factory Racing \| 28 pkt. \| \| 71. \| Perrig Quemeneur \| Francja \| Team Europcar \| 28 pkt. \| \| 72. \| Fabio Sabatini \| Włochy \| Cannondale Pro Cycling \| 28 pkt. \| \| 73. \| Mikael Cherel \| Francja \| Ag2r-La Mondiale \| 27 pkt. \| \| 74. \| Jurgen Van den Broeck \| Belgia \| Lotto-Belisol \| 26 pkt. \| \| 75. \| Amaël Moinard \| Francja \| BMC Racing Team \| 26 pkt. \| \| 76. \| José Serpa \| Kolumbia \| Lampre-Merida \| 26 pkt. \| \| 77. \| Matthew Busche \| Stany Zjednoczone \| Trek Factory Racing \| 26 pkt. \| \| 78. \| Wasil Kiryjenka \| Białoruś \| Team Sky \| 24 pkt. \| \| 79. \| Laurens ten Dam \| Holandia \| Belkin Pro Cycling Team \| 23 pkt. \| \| 80. \| Bartosz Huzarski \| Polska \| Team NetApp-Endura \| 23 pkt. \| \| 81. \| Jens Keukeleire \| Belgia \| Orica GreenEdge \| 21 pkt. \| \| 82. \| Christophe Riblon \| Francja \| Ag2r-La Mondiale \| 21 pkt. \| \| 83. \| Adrien Petit \| Francja \| Cofidis, Solutions Crédits \| 21 pkt. \| \| 84. \| Jean-Marc Bideau \| Francja \| Bretagne-Séché Environnement \| 20 pkt. \| \| 85. \| Roger Kluge \| Niemcy \| IAM Cycling \| 20 pkt. \| \| 86. \| Haimar Zubeldia \| Hiszpania \| Trek Factory Racing \| 20 pkt. \| \| 87. \| Mikel Nieve \| Hiszpania \| Team Sky \| 20 pkt. \| \| 88. \| Markel Irizar \| Hiszpania \| Trek Factory Racing \| 20 pkt. \| \| 89. \| Lars Bak \| Dania \| Lotto-Belisol \| 20 pkt. \| \| 90. \| Tom Veelers \| Holandia \| Team Giant-Shimano \| 20 pkt. \| \| 91. \| Sérgio Paulinho \| Portugalia \| Tinkoff-Saxo \| 19 pkt. \| \| 92. \| Jürgen Roelandts \| Belgia \| Lotto-Belisol \| 19 pkt. \| \| 93. \| Armindo Fonseca \| Francja \| Bretagne-Séché Environnement \| 19 pkt. \| \| 94. \| Mathieu Ladagnous \| Francja \| FDJ.fr \| 17 pkt. \| \| 95. \| Grégory Rast \| Szwajcaria \| Trek Factory Racing \| 17 pkt. \| \| 96. \| Joaquim Rodríguez \| Hiszpania \| Team Katusha \| 16 pkt. \| \| 97. \| Andrij Hriwko \| Ukraina \| Astana Pro Team \| 16 pkt. \| \| 98. \| Yohann Gène \| Francja \| Team Europcar \| 16 pkt. \| \| 99. \| Tom Leezer \| Holandia \| Belkin Pro Cycling Team \| 15 pkt. \| \| 100. \| Jérôme Pineau \| Francja \| IAM Cycling \| 15 pkt. \| \| 101. \| Benoît Jarrier \| Francja \| Bretagne-Séché Environnement \| 15 pkt. \| \| 102. \| Adam Hansen \| Australia \| Lotto-Belisol \| 14 pkt. \| \| 103. \| Davide Cimolai \| Włochy \| Lampre-Merida \| 14 pkt. \| \| 104. \| Ji Cheng \| Chiny \| Team Giant-Shimano \| 13 pkt. \| \| 105. \| Arnold Jeannesson \| Francja \| FDJ.fr \| 12 pkt. \| \| 106. \| Marcel Wyss \| Szwajcaria \| IAM Cycling \| 12 pkt. \| \| 107. \| Brice Feillu \| Francja \| Bretagne-Séché Environnement \| 11 pkt. \| \| 108. \| Albert Timmer \| Holandia \| Team Giant-Shimano \| 11 pkt. \| \| 109. \| Nicolas Roche \| Irlandia \| Tinkoff-Saxo \| 10 pkt. \| \| 110. \| Sebastian Langeveld \| Holandia \| Garmin-Sharp \| 10 pkt. \| \| 111. \| Zakkari Dempster \| Australia \| Team NetApp-Endura \| 10 pkt. \| \| 112. \| Chris Horner \| Stany Zjednoczone \| Lampre-Merida \| 9 pkt. \| \| 113. \| Tanel Kangert \| Estonia \| Astana Pro Team \| 9 pkt. \| \| 114. \| Jesús Herrada \| Hiszpania \| Movistar Team \| 9 pkt. \| \| 115. \| Yukiya Arashiro \| Japonia \| Team Europcar \| 9 pkt. \| \| 116. \| Michele Scarponi \| Włochy \| Astana Pro Team \| 8 pkt. \| \| 117. \| Christian Meier \| Kanada \| Orica GreenEdge \| 8 pkt. \| \| 118. \| Maksim Iglinski \| Kazachstan \| Astana Pro Team \| 8 pkt. \| \| 119. \| Kristijan Koren \| Słowenia \| Cannondale Pro Cycling \| 8 pkt. \| \| 120. \| Ion Izagirre \| Hiszpania \| Movistar Team \| 7 pkt. \| \| 121. \| Roy Curvers \| Holandia \| Team Giant-Shimano \| 7 pkt. \| \| 122. \| Jean-Marc Marino \| Francja \| Cannondale Pro Cycling \| 7 pkt. \| \| 123. \| Jurij Trofimow \| Rosja \| Team Katusha \| 6 pkt. \| \| 124. \| Dmitrij Gruzdiew \| Kazachstan \| Astana Pro Team \| 6 pkt. \| \| 125. \| Marcel Sieberg \| Niemcy \| Lotto-Belisol \| 6 pkt. \| \| 126. \| Danny Pate \| Stany Zjednoczone \| Team Sky \| 5 pkt. \| \| 127. \| Bram Tankink \| Holandia \| Belkin Pro Cycling Team \| 4 pkt. \| \| 128. \| Michael Schär \| Szwajcaria \| BMC Racing Team \| 4 pkt. \| \| 129. \| Florian Guillou \| Francja \| Bretagne-Séché Environnement \| 4 pkt. \| \| 130. \| Gatis Smukulis \| Łotwa \| Team Katusha \| 4 pkt. \| \| 131. \| Michael Mørkøv \| Dania \| Tinkoff-Saxo \| 4 pkt. \| \| 132. \| John Gadret \| Francja \| Movistar Team \| 3 pkt. \| \| 133. \| Paul Voss \| Niemcy \| Team NetApp-Endura \| 3 pkt. \| \| 134. \| Koen de Kort \| Holandia \| Team Giant-Shimano \| 3 pkt. \| \| 135. \| Władimir Isajczew \| Rosja \| Team Katusha \| 3 pkt. \| \| 136. \| Luke Durbridge \| Australia \| Orica GreenEdge \| 2 pkt. \| \| 137. \| Luca Paolini \| Włochy \| Team Katusha \| 2 pkt. \| \| 138. \| Svein Tuft \| Kanada \| Orica GreenEdge \| 1 pkt. \| \| 139. \| Mickaël Delage \| Francja \| FDJ.fr \| 1 pkt. \| \| 140. \| Marcus Burghardt \| Niemcy \| BMC Racing Team \| 1 pkt. \| \| 141. \| Alessandro Vanotti \| Włochy \| Astana Pro Team \| -2 pkt. \| \| 142. \| Sébastien Minard \| Francja \| Ag2r-La Mondiale \| -5 pkt. \| \| 143. \| Tiago Machado \| Portugalia \| Team NetApp-Endura \| -13 pkt. \| \| 144. \| Andreas Schillinger \| Niemcy \| Team NetApp-Endura \| -20 pkt. \| |                        |                   |                                      |          |
| Dalsza część klasyfikacji |                        |                   |                                      |          |
| Miejsce | Zawodnik               | Państwo           | Zespół                               | Punkty   |
| 21. | Cyril Gautier          | Francja           | Team Europcar                        | 79 pkt.  |
| 22. | Rafał Majka            | Polska            | Tinkoff-Saxo                         | 77 pkt.  |
| 23. | Tejay van Garderen     | Stany Zjednoczone | BMC Racing Team                      | 74 pkt.  |
| 24. | Sylvain Chavanel       | Francja           | IAM Cycling                          | 74 pkt.  |
| 25. | Daniele Bennati        | Stany Zjednoczone | Tinkoff-Saxo                         | 74 pkt.  |
| 26. | Alessandro De Marchi   | Włochy            | Cannondale Pro Cycling               | 73 pkt.  |
| 27. | Romain Bardet          | Francja           | Ag2r-La Mondiale                     | 69 pkt.  |
| 28. | Sep Vanmarcke          | Belgia            | Belkin Pro Cycling Team              | 69 pkt.  |
| 29. | Tom Dumoulin           | Holandia          | Team Giant-Shimano                   | 68 pkt.  |
| 30. | Alejandro Valverde     | Hiszpania         | Movistar Team                        | 67 pkt.  |
| 31. | John Degenkolb         | Niemcy            | Team Giant-Shimano                   | 66 pkt.  |
| 32. | Michał Kwiatkowski     | Polska            | Omega Pharma-Quick-Step Cycling Team | 64 pkt.  |
| 33. | Lieuwe Westra          | Holandia          | Astana Pro Team                      | 63 pkt.  |
| 34. | Thomas Voeckler        | Francja           | Team Europcar                        | 61 pkt.  |
| 35. | Alessandro Petacchi    | Włochy            | Omega Pharma-Quick-Step Cycling Team | 61 pkt.  |
| 36. | Lars Boom              | Holandia          | Belkin Pro Cycling Team              | 55 pkt.  |
| 37. | Michael Rogers         | Australia         | Tinkoff-Saxo                         | 54 pkt.  |
| 38. | Jens Voigt             | Niemcy            | Trek Factory Racing                  | 51 pkt.  |
| 39. | Nicolas Edet           | Francja           | Cofidis, Solutions Crédits           | 51 pkt.  |
| 40. | Leopold König          | Czechy            | Team NetApp-Endura                   | 49 pkt.  |
| 41. | Bauke Mollema          | Holandia          | Belkin Pro Cycling Team              | 46 pkt.  |
| 42. | Cyril Lemoine          | Francja           | Cofidis, Solutions Crédits           | 44 pkt.  |
| 43. | Anthony Delaplace      | Francja           | Bretagne-Séché Environnement         | 44 pkt.  |
| 44. | Elia Viviani           | Włochy            | Cannondale Pro Cycling               | 44 pkt.  |
| 45. | Luis Ángel Maté        | Hiszpania         | Cofidis, Solutions Crédits           | 43 pkt.  |
| 46. | Kévin Reza             | Francja           | Team Europcar                        | 42 pkt.  |
| 47. | Alexandre Pichot       | Francja           | Team Europcar                        | 40 pkt.  |
| 48. | Matteo Trentin         | Włochy            | Omega Pharma-Quick-Step Cycling Team | 39 pkt.  |
| 49. | Matteo Montaguti       | Włochy            | Ag2r-La Mondiale                     | 39 pkt.  |
| 50. | Bernhard Eisel         | Austria           | Team Sky                             | 39 pkt.  |
| 51. | Arnaud Gérard          | Francja           | Bretagne-Séché Environnement         | 39 pkt.  |
| 52. | Jan Bárta              | Czechy            | Team NetApp-Endura                   | 38 pkt.  |
| 53. | Geraint Thomas         | Wielka Brytania   | Team Sky                             | 34 pkt.  |
| 54. | Maciej Bodnar          | Polska            | Cannondale Pro Cycling               | 34 pkt.  |
| 55. | Jan Bakelants          | Belgia            | Omega Pharma-Quick-Step Cycling Team | 32 pkt.  |
| 56. | Jakob Fuglsang         | Dania             | Astana Pro Team                      | 32 pkt.  |
| 57. | Simon Clarke           | Australia         | Orica GreenEdge                      | 32 pkt.  |
| 58. | Tom-Jelte Slagter      | Holandia          | Garmin-Sharp                         | 30 pkt.  |
| 59. | Florian Vachon         | Francja           | Bretagne-Séché Environnement         | 29 pkt.  |
| 60. | Steven Kruijswijk      | Holandia          | Belkin Pro Cycling Team              | 29 pkt.  |
| 61. | Richie Porte           | Australia         | Team Sky                             | 29 pkt.  |
| 62. | Giovanni Visconti      | Włochy            | Movistar Team                        | 29 pkt.  |
| 63. | Jérémy Roy             | Francja           | FDJ.fr                               | 29 pkt.  |
| 64. | Marco Marcato          | Włochy            | Cannondale Pro Cycling               | 29 pkt.  |
| 65. | Rein Taaramäe          | Estonia           | Cofidis, Solutions Crédits           | 29 pkt.  |
| 66. | Julien Simon           | Francja           | Cofidis, Solutions Crédits           | 29 pkt.  |
| 67. | Jack Bauer             | Nowa Zelandia     | Garmin-Sharp                         | 29 pkt.  |
| 68. | Niki Terpstra          | Holandia          | Omega Pharma-Quick-Step Cycling Team | 28 pkt.  |
| 69. | Pierre Rolland         | Francja           | Team Europcar                        | 28 pkt.  |
| 70. | Fränk Schleck          | Luksemburg        | Trek Factory Racing                  | 28 pkt.  |
| 71. | Perrig Quemeneur       | Francja           | Team Europcar                        | 28 pkt.  |
| 72. | Fabio Sabatini         | Włochy            | Cannondale Pro Cycling               | 28 pkt.  |
| 73. | Mikael Cherel          | Francja           | Ag2r-La Mondiale                     | 27 pkt.  |
| 74. | Jurgen Van den Broeck  | Belgia            | Lotto-Belisol                        | 26 pkt.  |
| 75. | Amaël Moinard          | Francja           | BMC Racing Team                      | 26 pkt.  |
| 76. | José Serpa             | Kolumbia          | Lampre-Merida                        | 26 pkt.  |
| 77. | Matthew Busche         | Stany Zjednoczone | Trek Factory Racing                  | 26 pkt.  |
| 78. | Wasil Kiryjenka        | Białoruś          | Team Sky                             | 24 pkt.  |
| 79. | Laurens ten Dam        | Holandia          | Belkin Pro Cycling Team              | 23 pkt.  |
| 80. | Bartosz Huzarski       | Polska            | Team NetApp-Endura                   | 23 pkt.  |
| 81. | Jens Keukeleire        | Belgia            | Orica GreenEdge                      | 21 pkt.  |
| 82. | Christophe Riblon      | Francja           | Ag2r-La Mondiale                     | 21 pkt.  |
| 83. | Adrien Petit           | Francja           | Cofidis, Solutions Crédits           | 21 pkt.  |
| 84. | Jean-Marc Bideau       | Francja           | Bretagne-Séché Environnement         | 20 pkt.  |
| 85. | Roger Kluge            | Niemcy            | IAM Cycling                          | 20 pkt.  |
| 86. | Haimar Zubeldia        | Hiszpania         | Trek Factory Racing                  | 20 pkt.  |
| 87. | Mikel Nieve            | Hiszpania         | Team Sky                             | 20 pkt.  |
| 88. | Markel Irizar          | Hiszpania         | Trek Factory Racing                  | 20 pkt.  |
| 89. | Lars Bak               | Dania             | Lotto-Belisol                        | 20 pkt.  |
| 90. | Tom Veelers            | Holandia          | Team Giant-Shimano                   | 20 pkt.  |
| 91. | Sérgio Paulinho        | Portugalia        | Tinkoff-Saxo                         | 19 pkt.  |
| 92. | Jürgen Roelandts       | Belgia            | Lotto-Belisol                        | 19 pkt.  |
| 93. | Armindo Fonseca        | Francja           | Bretagne-Séché Environnement         | 19 pkt.  |
| 94. | Mathieu Ladagnous      | Francja           | FDJ.fr                               | 17 pkt.  |
| 95. | Grégory Rast           | Szwajcaria        | Trek Factory Racing                  | 17 pkt.  |
| 96. | Joaquim Rodríguez      | Hiszpania         | Team Katusha                         | 16 pkt.  |
| 97. | Andrij Hriwko          | Ukraina           | Astana Pro Team                      | 16 pkt.  |
| 98. | Yohann Gène            | Francja           | Team Europcar                        | 16 pkt.  |
| 99. | Tom Leezer             | Holandia          | Belkin Pro Cycling Team              | 15 pkt.  |
| 100. | Jérôme Pineau          | Francja           | IAM Cycling                          | 15 pkt.  |
| 101. | Benoît Jarrier         | Francja           | Bretagne-Séché Environnement         | 15 pkt.  |
| 102. | Adam Hansen            | Australia         | Lotto-Belisol                        | 14 pkt.  |
| 103. | Davide Cimolai         | Włochy            | Lampre-Merida                        | 14 pkt.  |
| 104. | Ji Cheng               | Chiny             | Team Giant-Shimano                   | 13 pkt.  |
| 105. | Arnold Jeannesson      | Francja           | FDJ.fr                               | 12 pkt.  |
| 106. | Marcel Wyss            | Szwajcaria        | IAM Cycling                          | 12 pkt.  |
| 107. | Brice Feillu           | Francja           | Bretagne-Séché Environnement         | 11 pkt.  |
| 108. | Albert Timmer          | Holandia          | Team Giant-Shimano                   | 11 pkt.  |
| 109. | Nicolas Roche          | Irlandia          | Tinkoff-Saxo                         | 10 pkt.  |
| 110. | Sebastian Langeveld    | Holandia          | Garmin-Sharp                         | 10 pkt.  |
| 111. | Zakkari Dempster       | Australia         | Team NetApp-Endura                   | 10 pkt.  |
| 112. | Chris Horner           | Stany Zjednoczone | Lampre-Merida                        | 9 pkt.   |
| 113. | Tanel Kangert          | Estonia           | Astana Pro Team                      | 9 pkt.   |
| 114. | Jesús Herrada          | Hiszpania         | Movistar Team                        | 9 pkt.   |
| 115. | Yukiya Arashiro        | Japonia           | Team Europcar                        | 9 pkt.   |
| 116. | Michele Scarponi       | Włochy            | Astana Pro Team                      | 8 pkt.   |
| 117. | Christian Meier        | Kanada            | Orica GreenEdge                      | 8 pkt.   |
| 118. | Maksim Iglinski        | Kazachstan        | Astana Pro Team                      | 8 pkt.   |
| 119. | Kristijan Koren        | Słowenia          | Cannondale Pro Cycling               | 8 pkt.   |
| 120. | Ion Izagirre           | Hiszpania         | Movistar Team                        | 7 pkt.   |
| 121. | Roy Curvers            | Holandia          | Team Giant-Shimano                   | 7 pkt.   |
| 122. | Jean-Marc Marino       | Francja           | Cannondale Pro Cycling               | 7 pkt.   |
| 123. | Jurij Trofimow         | Rosja             | Team Katusha                         | 6 pkt.   |
| 124. | Dmitrij Gruzdiew       | Kazachstan        | Astana Pro Team                      | 6 pkt.   |
| 125. | Marcel Sieberg         | Niemcy            | Lotto-Belisol                        | 6 pkt.   |
| 126. | Danny Pate             | Stany Zjednoczone | Team Sky                             | 5 pkt.   |
| 127. | Bram Tankink           | Holandia          | Belkin Pro Cycling Team              | 4 pkt.   |
| 128. | Michael Schär          | Szwajcaria        | BMC Racing Team                      | 4 pkt.   |
| 129. | Florian Guillou        | Francja           | Bretagne-Séché Environnement         | 4 pkt.   |
| 130. | Gatis Smukulis         | Łotwa             | Team Katusha                         | 4 pkt.   |
| 131. | Michael Mørkøv         | Dania             | Tinkoff-Saxo                         | 4 pkt.   |
| 132. | John Gadret            | Francja           | Movistar Team                        | 3 pkt.   |
| 133. | Paul Voss              | Niemcy            | Team NetApp-Endura                   | 3 pkt.   |
| 134. | Koen de Kort           | Holandia          | Team Giant-Shimano                   | 3 pkt.   |
| 135. | Władimir Isajczew      | Rosja             | Team Katusha                         | 3 pkt.   |
| 136. | Luke Durbridge         | Australia         | Orica GreenEdge                      | 2 pkt.   |
| 137. | Luca Paolini           | Włochy            | Team Katusha                         | 2 pkt.   |
| 138. | Svein Tuft             | Kanada            | Orica GreenEdge                      | 1 pkt.   |
| 139. | Mickaël Delage         | Francja           | FDJ.fr                               | 1 pkt.   |
| 140. | Marcus Burghardt       | Niemcy            | BMC Racing Team                      | 1 pkt.   |
| 141. | Alessandro Vanotti     | Włochy            | Astana Pro Team                      | -2 pkt.  |
| 142. | Sébastien Minard       | Francja           | Ag2r-La Mondiale                     | -5 pkt.  |
| 143. | Tiago Machado          | Portugalia        | Team NetApp-Endura                   | -13 pkt. |
| 144. | Andreas Schillinger    | Niemcy            | Team NetApp-Endura                   | -20 pkt. |

### Klasyfikacja górska
| Miejsce | Zawodnik               | Państwo           | Zespół                               | Punkty   |
| --- | ---------------------- | ----------------- | ------------------------------------ | -------- |
| | Rafał Majka            | Polska            | Tinkoff-Saxo                         | 181 pkt. |
| 2. | Vincenzo Nibali        | Włochy            | Astana Pro Team                      | 168 pkt. |
| 3. | Joaquim Rodríguez      | Hiszpania         | Team Katusha                         | 112 pkt. |
| 4. | Thibaut Pinot          | Francja           | FDJ.fr                               | 89 pkt.  |
| 5. | Jean-Christophe Péraud | Francja           | Ag2r-La Mondiale                     | 85 pkt.  |
| 6. | Alessandro De Marchi   | Włochy            | Cannondale Pro Cycling               | 78 pkt.  |
| 7. | Thomas Voeckler        | Francja           | Team Europcar                        | 61 pkt.  |
| 8. | Giovanni Visconti      | Włochy            | Movistar Team                        | 54 pkt.  |
| 9. | Alejandro Valverde     | Hiszpania         | Movistar Team                        | 48 pkt.  |
| 10. | Tejay van Garderen     | Stany Zjednoczone | BMC Racing Team                      | 48 pkt.  |
| 11. | Romain Bardet          | Francja           | Ag2r-La Mondiale                     | 44 pkt.  |
| 12. | Leopold König          | Czechy            | Team NetApp-Endura                   | 44 pkt.  |
| 13. | Blel Kadri             | Francja           | Ag2r-La Mondiale                     | 43 pkt.  |
| 14. | José Serpa             | Kolumbia          | Lampre-Merida                        | 36 pkt.  |
| 15. | Mikel Nieve            | Hiszpania         | Team Sky                             | 36 pkt.  |
| 16. | Bauke Mollema          | Holandia          | Belkin Pro Cycling Team              | 34 pkt.  |
| 17. | Nicolas Roche          | Irlandia          | Tinkoff-Saxo                         | 33 pkt.  |
| 18. | Tony Martin            | Niemcy            | Omega Pharma-Quick-Step Cycling Team | 26 pkt.  |
| 19. | Wasil Kiryjenka        | Białoruś          | Team Sky                             | 24 pkt.  |
| 20. | Pierre Rolland         | Francja           | Team Europcar                        | 22 pkt.  |
| \| Dalsza część klasyfikacji \| Dalsza część klasyfikacji \| Dalsza część klasyfikacji \| Dalsza część klasyfikacji \| Dalsza część klasyfikacji \| \| Miejsce \| Zawodnik \| Państwo \| Zespół \| Punkty \| \| ------------------------- \| ------------------------- \| ------------------------- \| ------------------------------------ \| ------------------------- \| \| 21. \| Jesús Herrada \| Hiszpania \| Movistar Team \| 22 pkt. \| \| 22. \| Fränk Schleck \| Luksemburg \| Trek Factory Racing \| 20 pkt. \| \| 23. \| Michael Rogers \| Australia \| Tinkoff-Saxo \| 19 pkt. \| \| 24. \| Bartosz Huzarski \| Polska \| Team NetApp-Endura \| 17 pkt. \| \| 25. \| Jan Bakelants \| Belgia \| Omega Pharma-Quick-Step Cycling Team \| 17 pkt. \| \| 26. \| Michał Kwiatkowski \| Polska \| Omega Pharma-Quick-Step Cycling Team \| 17 pkt. \| \| 27. \| Jurij Trofimow \| Rosja \| Team Katusha \| 16 pkt. \| \| 28. \| Amaël Moinard \| Francja \| BMC Racing Team \| 13 pkt. \| \| 29. \| Laurens ten Dam \| Holandia \| Belkin Pro Cycling Team \| 12 pkt. \| \| 30. \| Cyril Gautier \| Francja \| Team Europcar \| 12 pkt. \| \| 31. \| Nicolas Edet \| Francja \| Cofidis, Solutions Crédits \| 12 pkt. \| \| 32. \| Greg Van Avermaet \| Belgia \| BMC Racing Team \| 11 pkt. \| \| 33. \| Ion Izagirre \| Hiszpania \| Movistar Team \| 11 pkt. \| \| 34. \| Geraint Thomas \| Wielka Brytania \| Team Sky \| 10 pkt. \| \| 35. \| Julien Simon \| Francja \| Cofidis, Solutions Crédits \| 10 pkt. \| \| 36. \| Luis Ángel Maté \| Hiszpania \| Cofidis, Solutions Crédits \| 9 pkt. \| \| 37. \| Matteo Montaguti \| Włochy \| Ag2r-La Mondiale \| 9 pkt. \| \| 38. \| Tom-Jelte Slagter \| Holandia \| Garmin-Sharp \| 8 pkt. \| \| 39. \| Haimar Zubeldia \| Hiszpania \| Trek Factory Racing \| 8 pkt. \| \| 40. \| Daniel Oss \| Włochy \| BMC Racing Team \| 8 pkt. \| \| 41. \| Cyril Lemoine \| Francja \| Cofidis, Solutions Crédits \| 6 pkt. \| \| 42. \| Sylvain Chavanel \| Francja \| IAM Cycling \| 6 pkt. \| \| 43. \| Kristijan Đurasek \| Chorwacja \| Lampre-Merida \| 6 pkt. \| \| 44. \| Martin Elmiger \| Szwajcaria \| IAM Cycling \| 5 pkt. \| \| 45. \| Christophe Riblon \| Francja \| Ag2r-La Mondiale \| 5 pkt. \| \| 46. \| Jens Voigt \| Niemcy \| Trek Factory Racing \| 4 pkt. \| \| 47. \| Steven Kruijswijk \| Holandia \| Belkin Pro Cycling Team \| 4 pkt. \| \| 48. \| Jérôme Pineau \| Francja \| IAM Cycling \| 4 pkt. \| \| 49. \| Lieuwe Westra \| Holandia \| Astana Pro Team \| 4 pkt. \| \| 50. \| Perrig Quemeneur \| Francja \| Team Europcar \| 2 pkt. \| \| 51. \| Lars Boom \| Holandia \| Belkin Pro Cycling Team \| 2 pkt. \| \| 52. \| Sebastian Langeveld \| Holandia \| Garmin-Sharp \| 2 pkt. \| \| 53. \| Simon Clarke \| Australia \| Orica GreenEdge \| 2 pkt. \| \| 54. \| Brice Feillu \| Francja \| Bretagne-Séché Environnement \| 2 pkt. \| \| 55. \| Peter Velits \| Słowacja \| BMC Racing Team \| 2 pkt. \| \| 56. \| Tony Gallopin \| Francja \| Lotto-Belisol \| 2 pkt. \| \| 57. \| Peter Sagan \| Słowacja \| Cannondale Pro Cycling \| 2 pkt. \| \| 58. \| Rein Taaramäe \| Estonia \| Cofidis, Solutions Crédits \| 2 pkt. \| \| 59. \| Niki Terpstra \| Holandia \| Omega Pharma-Quick-Step Cycling Team \| 2 pkt. \| \| 60. \| Andrij Hriwko \| Ukraina \| Astana Pro Team \| 1 pkt. \| \| 61. \| Dmitrij Gruzdiew \| Kazachstan \| Astana Pro Team \| 1 pkt. \| \| 62. \| Benoît Jarrier \| Francja \| Bretagne-Séché Environnement \| 1 pkt. \| \| 63. \| Tom Dumoulin \| Holandia \| Team Giant-Shimano \| 1 pkt. \| \| 64. \| Tiago Machado \| Portugalia \| Team NetApp-Endura \| 1 pkt. \| \| 65. \| Kévin Reza \| Francja \| Team Europcar \| 1 pkt. \| \| 66. \| Lars Bak \| Dania \| Lotto-Belisol \| 1 pkt. \| \| 67. \| Grégory Rast \| Szwajcaria \| Trek Factory Racing \| 1 pkt. \| |                        |                   |                                      |          |
| Dalsza część klasyfikacji |                        |                   |                                      |          |
| Miejsce | Zawodnik               | Państwo           | Zespół                               | Punkty   |
| 21. | Jesús Herrada          | Hiszpania         | Movistar Team                        | 22 pkt.  |
| 22. | Fränk Schleck          | Luksemburg        | Trek Factory Racing                  | 20 pkt.  |
| 23. | Michael Rogers         | Australia         | Tinkoff-Saxo                         | 19 pkt.  |
| 24. | Bartosz Huzarski       | Polska            | Team NetApp-Endura                   | 17 pkt.  |
| 25. | Jan Bakelants          | Belgia            | Omega Pharma-Quick-Step Cycling Team | 17 pkt.  |
| 26. | Michał Kwiatkowski     | Polska            | Omega Pharma-Quick-Step Cycling Team | 17 pkt.  |
| 27. | Jurij Trofimow         | Rosja             | Team Katusha                         | 16 pkt.  |
| 28. | Amaël Moinard          | Francja           | BMC Racing Team                      | 13 pkt.  |
| 29. | Laurens ten Dam        | Holandia          | Belkin Pro Cycling Team              | 12 pkt.  |
| 30. | Cyril Gautier          | Francja           | Team Europcar                        | 12 pkt.  |
| 31. | Nicolas Edet           | Francja           | Cofidis, Solutions Crédits           | 12 pkt.  |
| 32. | Greg Van Avermaet      | Belgia            | BMC Racing Team                      | 11 pkt.  |
| 33. | Ion Izagirre           | Hiszpania         | Movistar Team                        | 11 pkt.  |
| 34. | Geraint Thomas         | Wielka Brytania   | Team Sky                             | 10 pkt.  |
| 35. | Julien Simon           | Francja           | Cofidis, Solutions Crédits           | 10 pkt.  |
| 36. | Luis Ángel Maté        | Hiszpania         | Cofidis, Solutions Crédits           | 9 pkt.   |
| 37. | Matteo Montaguti       | Włochy            | Ag2r-La Mondiale                     | 9 pkt.   |
| 38. | Tom-Jelte Slagter      | Holandia          | Garmin-Sharp                         | 8 pkt.   |
| 39. | Haimar Zubeldia        | Hiszpania         | Trek Factory Racing                  | 8 pkt.   |
| 40. | Daniel Oss             | Włochy            | BMC Racing Team                      | 8 pkt.   |
| 41. | Cyril Lemoine          | Francja           | Cofidis, Solutions Crédits           | 6 pkt.   |
| 42. | Sylvain Chavanel       | Francja           | IAM Cycling                          | 6 pkt.   |
| 43. | Kristijan Đurasek      | Chorwacja         | Lampre-Merida                        | 6 pkt.   |
| 44. | Martin Elmiger         | Szwajcaria        | IAM Cycling                          | 5 pkt.   |
| 45. | Christophe Riblon      | Francja           | Ag2r-La Mondiale                     | 5 pkt.   |
| 46. | Jens Voigt             | Niemcy            | Trek Factory Racing                  | 4 pkt.   |
| 47. | Steven Kruijswijk      | Holandia          | Belkin Pro Cycling Team              | 4 pkt.   |
| 48. | Jérôme Pineau          | Francja           | IAM Cycling                          | 4 pkt.   |
| 49. | Lieuwe Westra          | Holandia          | Astana Pro Team                      | 4 pkt.   |
| 50. | Perrig Quemeneur       | Francja           | Team Europcar                        | 2 pkt.   |
| 51. | Lars Boom              | Holandia          | Belkin Pro Cycling Team              | 2 pkt.   |
| 52. | Sebastian Langeveld    | Holandia          | Garmin-Sharp                         | 2 pkt.   |
| 53. | Simon Clarke           | Australia         | Orica GreenEdge                      | 2 pkt.   |
| 54. | Brice Feillu           | Francja           | Bretagne-Séché Environnement         | 2 pkt.   |
| 55. | Peter Velits           | Słowacja          | BMC Racing Team                      | 2 pkt.   |
| 56. | Tony Gallopin          | Francja           | Lotto-Belisol                        | 2 pkt.   |
| 57. | Peter Sagan            | Słowacja          | Cannondale Pro Cycling               | 2 pkt.   |
| 58. | Rein Taaramäe          | Estonia           | Cofidis, Solutions Crédits           | 2 pkt.   |
| 59. | Niki Terpstra          | Holandia          | Omega Pharma-Quick-Step Cycling Team | 2 pkt.   |
| 60. | Andrij Hriwko          | Ukraina           | Astana Pro Team                      | 1 pkt.   |
| 61. | Dmitrij Gruzdiew       | Kazachstan        | Astana Pro Team                      | 1 pkt.   |
| 62. | Benoît Jarrier         | Francja           | Bretagne-Séché Environnement         | 1 pkt.   |
| 63. | Tom Dumoulin           | Holandia          | Team Giant-Shimano                   | 1 pkt.   |
| 64. | Tiago Machado          | Portugalia        | Team NetApp-Endura                   | 1 pkt.   |
| 65. | Kévin Reza             | Francja           | Team Europcar                        | 1 pkt.   |
| 66. | Lars Bak               | Dania             | Lotto-Belisol                        | 1 pkt.   |
| 67. | Grégory Rast           | Szwajcaria        | Trek Factory Racing                  | 1 pkt.   |

### Klasyfikacja młodzieżowa
| Miejsce | Zawodnik              | Państwo           | Zespół                               | Czas        |
| --- | --------------------- | ----------------- | ------------------------------------ | ----------- |
| | Thibaut Pinot         | Francja           | FDJ.fr                               | 90h 07' 21" |
| 2. | Romain Bardet         | Francja           | Ag2r-La Mondiale                     | +3' 11"     |
| 3. | Michał Kwiatkowski    | Polska            | Omega Pharma-Quick-Step Cycling Team | +1h 13' 40" |
| 4. | Tom Dumoulin          | Holandia          | Team Giant-Shimano                   | +1h 39' 45" |
| 5. | Ion Izagirre          | Hiszpania         | Movistar Team                        | +1h 52' 35" |
| 6. | Rafał Majka           | Polska            | Tinkoff-Saxo                         | +2h 09' 38" |
| 7. | Rudy Molard           | Francja           | Cofidis, Solutions Crédits           | +2h 26' 07" |
| 8. | Ben King              | Stany Zjednoczone | Garmin-Sharp                         | +2h 33' 44" |
| 9. | Tom-Jelte Slagter     | Holandia          | Garmin-Sharp                         | +2h 41' 05" |
| 10. | Peter Sagan           | Słowacja          | Cannondale Pro Cycling               | +2h 44' 37" |
| 11. | Jesús Herrada         | Hiszpania         | Movistar Team                        | +2h 45' 03" |
| 12. | Anthony Delaplace     | Francja           | Bretagne-Séché Environnement         | +3h 12' 33" |
| 13. | Sébastien Reichenbach | Szwajcaria        | IAM Cycling                          | +3h 19' 37" |
| 14. | Nelson Oliveira       | Portugalia        | Lampre-Merida                        | +3h 22' 21" |
| 15. | Matteo Trentin        | Włochy            | Omega Pharma-Quick-Step Cycling Team | +3h 30' 41" |
| 16. | Bryan Coquard         | Francja           | Team Europcar                        | +3h 36' 30" |
| 17. | Luke Durbridge        | Australia         | Orica GreenEdge                      | +3h 57' 44" |
| 18. | John Degenkolb        | Niemcy            | Team Giant-Shimano                   | +3h 58' 27" |
| 19. | Armindo Fonseca       | Francja           | Bretagne-Séché Environnement         | +4h 22' 37" |
| 20. | Benoît Jarrier        | Francja           | Bretagne-Séché Environnement         | +4h 38' 13" |
| \| Dalsza część klasyfikacji \| Dalsza część klasyfikacji \| Dalsza część klasyfikacji \| Dalsza część klasyfikacji \| Dalsza część klasyfikacji \| \| Miejsce \| Zawodnik \| Państwo \| Zespół \| Punkty \| \| ------------------------- \| ------------------------- \| ------------------------- \| -------------------------- \| ------------------------- \| \| 21. \| Adrien Petit \| Francja \| Cofidis, Solutions Crédits \| +4h 50' 05" \| \| 22. \| Arnaud Démare \| Francja \| FDJ.fr \| +4h 52' 14" \| \| 23. \| Elia Viviani \| Włochy \| Cannondale Pro Cycling \| +5h 02' 25" \| \| 24. \| Davide Cimolai \| Włochy \| Lampre-Merida \| +5h 03' 34" \| |                       |                   |                                      |             |
| Dalsza część klasyfikacji |                       |                   |                                      |             |
| Miejsce | Zawodnik              | Państwo           | Zespół                               | Punkty      |
| 21. | Adrien Petit          | Francja           | Cofidis, Solutions Crédits           | +4h 50' 05" |
| 22. | Arnaud Démare         | Francja           | FDJ.fr                               | +4h 52' 14" |
| 23. | Elia Viviani          | Włochy            | Cannondale Pro Cycling               | +5h 02' 25" |
| 24. | Davide Cimolai        | Włochy            | Lampre-Merida                        | +5h 03' 34" |

### Klasyfikacja drużynowa
| Miejsce | Zespół                               | Państwo           | Czas         |
| ------- | ------------------------------------ | ----------------- | ------------ |
|         | Ag2r-La Mondiale                     | Francja           | 270h 27' 02" |
| 2.      | Belkin Pro Cycling Team              | Holandia          | +34' 46"     |
| 3.      | Movistar Team                        | Hiszpania         | +1h 06' 10"  |
| 4.      | BMC Racing Team                      | Stany Zjednoczone | +1h 07' 51"  |
| 5.      | Team Europcar                        | Francja           | +1h 34' 57"  |
| 6.      | Astana Pro Team                      | Kazachstan        | +1h 36' 27"  |
| 7.      | Team Sky                             | Wielka Brytania   | +1h 40' 36"  |
| 8.      | Trek Factory Racing                  | Stany Zjednoczone | +2h 06' 00"  |
| 9.      | FDJ.fr                               | Francja           | +2h 30' 37"  |
| 10.     | Lampre-Merida                        | Włochy            | +2h 32' 46"  |
| 11.     | Tinkoff-Saxo                         | Rosja             | +2h 59' 36"  |
| 12.     | IAM Cycling                          | Szwajcaria        | +3h 21' 32"  |
| 13.     | Team NetApp-Endura                   | Niemcy            | +3h 24' 11"  |
| 14.     | Omega Pharma-Quick-Step Cycling Team | Belgia            | +3h 26' 34"  |
| 15.     | Lotto-Belisol                        | Belgia            | +3h 36' 07"  |
| 16.     | Cofidis, Solutions Crédits           | Francja           | +3h 37' 12"  |
| 17.     | Team Katusha                         | Rosja             | +4h 02' 46"  |
| 18.     | Bretagne-Séché Environnement         | Francja           | +4h 52' 09"  |
| 19.     | Garmin-Sharp                         | Stany Zjednoczone | +5h 52' 54"  |
| 20.     | Orica GreenEdge                      | Australia         | +7h 03' 46"  |
| 21.     | Cannondale Pro Cycling               | Włochy            | +7h 20' 37"  |
| 22.     | Team Giant-Shimano                   | Holandia          | +7h 44' 45"  |

### Najaktywniejszy kolarz wyścigu
| Miejsce | Zawodnik             | Państwo | Zespół                 |
| ------- | -------------------- | ------- | ---------------------- |
|         | Alessandro De Marchi | Włochy  | Cannondale Pro Cycling |